# لیتل اگ هاربر، نیوجرسی
لیتل اگ هاربر (به انگلیسی: Little Egg Harbor Township) شهری در ایالت نیوجرسی کشور ایالات متحده آمریکا است که جمعیت آن در سرشماری سال ۲۰۱۰ میلادی، ۲۰٬۰۶۵ نفر بوده‌است.